# Кохтла-Ярвеский район
Кохтла-Ярвеский район — административно-территориальная единица в составе Эстонской ССР, существовавшая в 1964—1990 годах. Центр — город Кохтла-Ярве (в состав района не входил). Население по переписи 1989 года составляло 24,1 тыс. чел. Площадь района в 1972 году составляла 3206,1 км².

## История
Кохтла-Ярвеский район был образован 15 декабря 1964 года. 
26 марта 1990 года Кохтла-Ярвеский район был преобразован в уезд Ида-Вирумаа.

## Административное деление
В 1972 году район включал 17 сельсоветов: Авинурмеский, Азериский, Алайыэский, Алатагузеский, Вайвараский, Ийзакуский, Иллукаский, Йыхвиский, Кохтласский, Лохусууский, Люганузеский, Майдлаский, Мяэтагузеский, Сондаский, Тойлаский, Тудулиннаский т Улвиский. К 1978 году число сельсоветов сократилось до 15, были упразднены Алатагузеский и Вайвараский с/с